# Chucho Monge
Jesús Monge Ramírez (Morelia, Michoacán, 9 de noviembre de 1910 - Ciudad de México, 9 de agosto de 1964), más conocido como Chucho Monge, fue un compositor mexicano, autor de numerosos boleros, conocido internacionalmente por su canción México lindo y querido.

## Trayectoria
Inició su carrera musical compitiendo contra artistas como Agustín Lara y Alfonso Esparza Oteo, en un concurso de valses. Más tarde, fue artista de radio en la XEQ, XEW y XEB.[cita requerida]
Sus composiciones lo llevaron a hacer amistad con Lucha Reyes, que fue gran intérprete de sus canciones, y del torero Manolete, admirador suyo.[cita requerida]
Su canción La feria de las flores fue motivo de una película de Disney que nunca se estrenó, por problemas legales de derechos de autor.[cita requerida]
Fue socio fundador de la Sociedad de Autores y Compositores de Música de México, junto con Gonzalo Curiel, Alfonso Esparza Oteo, Tata Nacho y otros.[cita requerida]
Un episodio que ha ido quedando en el olvido fue cuando en 1947 Chucho Monge demandó a Agustín Lara por plagio. El Flaco de Oro usó parte de la música de la canción El remero, de Chucho Monge, para incluirla en su canción María bonita. Finalmente, llegaron a un arreglo amistoso, pero el pleito legal fue muy sonado en esos días.
El 9 de noviembre del 2010, se cumplieron 100 años de su natalicio, sin que se le pudiera realizar un homenaje, debido a falta de apoyo del gobierno de México en todos sus niveles, de acuerdo con su hija Sandra Monge.
El 4 de noviembre del 2017, a cinco días del natalicio número 107 del compositor, en la sala Manuel M. Ponce del Palacio de Bellas Artes, gracias al apoyo conjunto de Sandra Monge, de la Secretaría de Cultura del gobierno federal, del Instituto Nacional de Bellas Artes, del Conservatorio de Las Rosas, de la Secretaría de Cultura de Michoacán y del H. Ayuntamiento de Morelia, se presentó el primer disco homenaje a Monge, que sirvió para la difusión de algunas de sus obras vocales. Este proyecto se ejecutó a través del Estímulo a la Producción Musical (Epromúsica) de la Coordinación de Música y Ópera del Instituto Nacional de Bellas Artes (INBA). El disco, intitulado Si muero lejos de ti... Chucho Monge, reúne 12 canciones (algunas de ellas inéditas), intervenidas y dirigidas por el compositor Luis Jaime Cortez, acompañadas instrumentalmente por la agrupación musical La Sinfonietta e interpretadas por el tenor Francisco Araiza.[cita requerida]

## Canciones
- México lindo y querido
- Caricia y herida
- Besando La cruz
- Pa qué me sirve la vida
- Aires del Mayab
- Ya semos dos
- Te vi llorar
- Mi virgen ranchera
- La feria de las flores
- Sacrificio
- Alma
- Al son de mi guitarra
- Cartas marcadas
- Pobre corazón
- Creí
- Matamoros querido
- Sólo Dios'